# الميناءان التوأم
الميناءان التوأم (Twin Ports)، منطقة حضرية صغيرة تتمحور حول مدينتي دولوث، مينيسوتا وسوبيريور، ويسكونسن. يقع الميناءان التوأم في الجزء الغربي من بحيرة سوبيريور (الجزء الغربي من البحيرات العظمى في أمريكا الشمالية) ويعتبر معاً أحد أكبر موانئ الشحن في الولايات المتحدة. ومنطقة الميناءان التوأم قريبة من العديد من مناطق الجذب الطبيعية مثل الضفة الشمالية وجزر أبستل وغابة سوبيريور الوطنية.